# محمود الحفيد

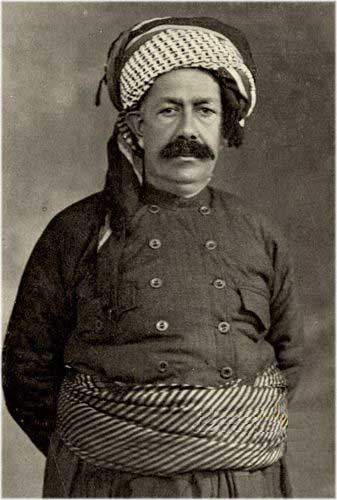
محمود الحفيد

الشیخ السيد محمود الحفيد أو محمود حفيد زادة البرزنجي (بالكردية: شێخ مه‌حموود بەرزنجی) وهو زعيم سياسي ووجيه عراقي كردي عاش في السليمانية ضمن أسرة لها نفوذ ديني صوفي وعشائري لدى أكراد العراق. كان زعيما كردياً لسلسلة من الانتفاضات الكردية ضد الانتداب البريطاني المتواجد في العراق، تم تسميته ملك كردستان خلال العديد من هذه الانتفاضات.

## التاريخ
بعد الحرب العالمية الأولى، احتل البريطانيون والقوى الغربية الأخرى أجزاء من الإمبراطورية العثمانية. حددت الخطط الموضوعة مع الفرنسيين في اتفاقية سايكس بيكو بريطانيا كقوة انتداب. تمكن البريطانيون من تشكيل حدودهم الخاصة بما يسعدهم للحصول على ميزة في هذه المنطقة، كان البريطانيون يسيطرون بالقوة على بغداد والبصرة وكانت المناطق المحيطة بهاتين المدينتين تتكون في الغالب من الشيعة والسنة العرب.
في عام 1921، عين البريطانيون فيصل الأول ملكًا على العراق. كان اختيارًا مثيرًا للاهتمام لأنه لم يكن لفيصل أي شهرة محلية، حيث أن أصل العائلة الحاكمة من العائلة الهاشمية التي تعود جذورها إلى غرب شبه الجزيرة العربية. بينما كانت الأحداث تتكشف في الجزء الجنوبي من العراق، كان البريطانيون يطورون أيضًا سياسات جديدة في شمال العراق، والذي كان يسكنه الأكراد بشكل أساسي، وكان يُعرف باسم كردستان الكبرى.
عاش الشعب الكردي في العراق في مناطق جبلية وتضاريس صخرية، كانت منطقة يصعب السيطرة عليها من المنظور البريطاني بسبب التضاريس والولاءات القبلية للأكراد. كان هناك الكثير من الصراع بعد الحرب العظمى بين الحكومة العثمانية والبريطانية حول كيفية ترسيم الحدود، كان العثمانيون غير راضين عن نتيجة معاهدة سيفر، التي سمحت للمنتصرين في الحرب العظمى بالسيطرة على الكثير من الأراضي العثمانية السابقة من خلال توزيع الأراضي العثمانية سابقًا على أنها انتداب من عصبة الأمم.
وشعر الأتراك أن ولاية الموصل كانت لهم لأن البريطانيين احتلوها بشكل غير قانوني بعد هدنة مودروس، التي أنهت الأعمال العدائية بعد الحرب. مع اكتشاف النفط في شمال العراق، كان البريطانيون غير مستعدين للتخلي عن ولاية الموصل. أيضًا كان من مصلحة البريطانيين أن يلعب الأكراد دورًا عازلًا بينهم وبين الإمبراطورية العثمانية، كل ذلك أدى إلى أهمية الشيخ محمود برزنجي.
وعدت الحكومة البريطانية الأكراد خلال الحرب العالمية الأولى بأنهم سيحصلون على أرضهم الخاصة لتشكيل دولة كردية، ومع ذلك لم تفِ الحكومة البريطانية بوعدها في نهاية الحرب مما أدى إلى استياء الأكراد.
كان هناك عدم ثقة من جانب الأكراد فيما يخص البريطانيين، وفي عام 1919 بدأ القلق يتطور في المناطق الكردية لأنهم كانوا غير راضين عن وضعهم الحالي وتعامل الحكومة البريطانية معهم، ثار الأكراد بعد عام واحد، وحاولت الحكومة البريطانية إنشاء محمية كردية في المنطقة وعينت قائدًا شعبيًا للإقليم، وهكذا أصبح محمود الحفيد حاكمًا لجنوب كردستان.

## الطموح والثورة
كان محمود زعيماً قومياً كردياً طموحاً للغاية وروج لفكرة سيطرة الأكراد على دولتهم والحصول على الاستقلال عن البريطانيين، وكما يقول تشارلز تريب فقد عينه البريطانيون محافظًا على السليمانية في جنوب كردستان كطريقة لكسب حكم غير مباشر في هذه المنطقة. أراد البريطانيون هذا الحكم غير المباشر بقيادة محمود الحفيد، الذي اعتقدوا أنه سيعطيهم وجهاً وزعيماً للسيطرة على المنطقة وتهدئتها، ومع ذلك كان لدى محمود طموحات للمزيد لنفسه وللشعب الكردي. تم إعلانه «ملكًا على كردستان» وادعى أنه حاكم جميع الأكراد.
كان محمود يأمل في إنشاء دولة كردستان وفي البداية سمح البريطانيون لمحمود بمتابعة طموحاته لأنه كان يجمع المنطقة والشعب معًا تحت السيطرة البريطانية غير المباشرة. ومع ذلك بحلول عام 1920 وبسبب استياء البريطانيين، كان محمود يستخدم سلطته ضد البريطانيين من خلال اعتقال المسؤولين البريطانيين في مناطق الأكراد وبدء انتفاضات ضد البريطانيين. كما كتب المؤرخ كيفن مكيرمان، "استمر التمرد حتى أصيب محمود الحفيد في قتال وقع على الطريق بين كركوك والسليمانية. وأسرته القوات البريطانية وحكم عليه بالإعدام وسجن لاحقًا في حصن بريطاني في الهند"، بقي محمود في الهند حتى عام 1922.

## العودة والثورة الثانية
مع نفي الشيخ محمود الحفيد إلى الهند، تسبب القوميون الأتراك في الإمبراطورية العثمانية المنهارة في حدوث قدر كبير من المتاعب في المناطق الكردية في العراق. كان القوميون الأتراك، بقيادة مصطفى كمال، يرتفعون عالياً في أوائل عشرينيات القرن الماضي بعد انتصارهم على اليونان وكانوا يتطلعون إلى أخذ هذا الزخم إلى العراق واستعادة ولاية الموصل. مع سيطرة البريطانيين مباشرة على شمال العراق بعد نفي الشيخ محمود، أصبحت المنطقة معادية بشكل متزايد للمسؤولين البريطانيين بسبب التهديد التركي. المنطقة كان يقودها شقيق الشيخ محمود الحفيد واسمه الشيخ قادر، الذي لم يكن قادرا على التعامل مع الوضع وكان ينظر إليه البريطانيين على أنه زعيم غير مستقر وغير موثوق به.
كان السير بيرسي كوكس، المسؤول العسكري البريطاني والمسؤول عن الشرق الأوسط خاصة العراق، والسياسي البريطاني ونستون تشرشل، على خلاف حول ما إذا كان سيتم إطلاق سراح الشيخ محمود الحفيد من منفاه وإعادته إلى الحكم في شمال العراق. سيسمح ذلك للبريطانيين بالسيطرة بشكل أفضل على المنطقة المعادية وجادل بيرسي كوكس بأن البريطانيين يمكن أن يكتسبوا السلطة في منطقة أخلوها مؤخرًا، وكان الشيخ محمود هو الأمل الوحيد لاستعادة المنطقة وأستقرارها، كان بيرسي كوكس مدركًا لمخاطر إعادة الشيخ محمود، لكنه كان يدرك أيضًا أن أحد الأسباب الرئيسية للاضطرابات في المنطقة هو التصور المتزايد بأن الوعود السابقة بالحكم الذاتي سيتم التخلي عنها وأن البريطانيين يكذبون على الشعب الكردي، وتحت الحكم المباشر للحكومة العربية في بغداد، كان الحلم الكردي بدولة مستقلة أقل احتمالا مما تسبب في الصراع دامي في المنطقة. كانت عودة الشيخ فرصتهم الوحيدة لدولة عراقية مسالمة في المنطقة وتحجيم الخطرالتركي.
وافق بيرسي كوكس على إعادة الشيخ وتسميته محافظًا لجنوب كردستان. في 20 ديسمبر 1922 وافق كوكس أيضًا على إعلان أنجلو-عراقي مشترك مع حكومة بغداد من شأنه أن يسمح بحكومة كردية إذا كانوا قادرين على تشكيل دستور والاتفاق على ترسيم الحدود. كان بيرسي كوكس يعلم أنه مع عدم الاستقرار في المنطقة ووجود العديد من الجماعات الكردية، سيكون من المستحيل تقريبًا التوصل إلى حل. عند عودته شرع محمود الحفيد في إعلان نفسه ملكًا لمملكة كردستان. رفض الشيخ محمود الصفقة مع البريطانيين وبدأ العمل بالتحالف مع الأتراك ضد البريطانيين. أدرك بيرسي كوكس الوضع وفي عام 1923 نفى الأكراد من أي رأي في الحكومة العراقية وسحب عرضه الخاص بدولتهم المستقلة. كان الشيخ هو الملك حتى عام 1924 وشارك في انتفاضات ضد البريطانيين حتى عام 1932، عندما تمكنت القوات الجوية الملكية والعراقيون الذين تلقوا تدريبات بريطانية من أسر الشيخ مرة أخرى ونفيه إلى جنوب العراق.

## المعارك
ومن أشهر المعارك التي خاضها معركة مضيق بازيان (دربندي بازیان)، وقد سيطر الشيخ على المضيق حيث توجد صخرة كبيرة هناك تدعى صخرة الحرية، واصبحت ساحة المعركة فيما بعد متنزه وحديقة تسمى باللغة الكردية (بەردە قارەمان). ويقع مضيق بازيان على الطريق بين محافظتي كركوك والسليمانية. أدى ظهور الشیخ محمود وحركته المسلحة الداعية لاستقلال المناطق الشمالية الكردية في العراق لإلهام الكثير من الشباب الأكراد للتفكير السياسي وبلورة حركات سياسية لاحقاً طالبت باستقلال كردستان.
ولقد حاول الأتراك الاعتماد عليه في مواجهة النفوذ البريطاني في اطراف كركوك، والتي احتلها البريطانيون عام 1918، حيث بدأ بأعمال قتالية ضد الانكليز، بعد توقيع تركيا معاهدة الهدنة في عام 1918 وذلك في نهاية الحرب العالمية الأولى.
وفي عام 1918 تولى الشيخ محمود مسؤولية لواء السليمانية بدلا من الأتراك بعد الانسحاب، ولم يدم الوقت طويلا حتى اتفق الشيخ مع الإنكليز وسلمهم السليمانية، واستثمر البريطانيون هذا التجاوب وقاموا بتعيينه محافظاً على السليمانية وبراتب كبير، وبعد فترة ونتيجة لعدم تلبية مطالبه ثار على البريطانيين واحتل السليمانية في عام 1924.
ثم القي القبض عليه من قبل الإنكليز في 24 أبريل 1932 ونفي إلى مدينة عنة في الرمادي، وظل في ضيافة الشيخ عبد الغفور الراوي لمدة ثلاث أشهر ثم عاد إلى كردستان.

## وفاته وآثره
رفع دعوى من أجل السلام، ونفي إلى جنوب العراق في مايو 1932 وتمكن من العودة إلى قرية عائلته في عام 1941 حيث عاش باقي سنواته. توفي في نهاية المطاف في عام 1956، لا يزال يتذكره اليوم الناس في كردستان العراق وخاصة في مدينة السليمانية. إنه بطل للشعب الكردي حتى يومنا هذا، حيث يُنظر إليه على أنه قومي كردي رائد حارب من أجل استقلال واحترام شعبه.